# Aukščiausioji lyga 1983
L'edizione 1983 dell'Aukščiausioji lyga fu la trentanovesima come campionato della Repubblica Socialista Sovietica Lituana; il campionato fu vinto dal Pažanga Vilnius, giunto al suo 3º titolo.

## Formula
Fu confermata la formula a girone unico: le squadre rimasero 16, con le retrocesse Širvinta Vilkaviškis e la Squadra giovanile della Lituania sostituite dalle neopromosse Nevėžis e Mokslas Vilnius.
Le 16 formazioni si incontrarono in gironi di andata e ritorno per un totale di 30 incontri per squadra. Le squadre classificate agli ultimi due posti retrocessero.

## Classifica finale
|                        | Pos. | Squadra                | Pt | G  | V  | N  | P  | GF | GS | DR  |
| ---------------------- | ---- | ---------------------- | -- | -- | -- | -- | -- | -- | -- | --- |
| RSS Lituana (bandiera) | 1.   | Pažanga Vilnius        | 44 | 30 | 18 | 8  | 4  | 54 | 28 | +26 |
|                        | 2.   | Granitas Klaipėda      | 41 | 30 | 18 | 5  | 7  | 51 | 30 | +21 |
|                        | 3.   | Tauras Šiauliai        | 40 | 30 | 15 | 10 | 5  | 51 | 32 | +19 |
|                        | 4.   | Atmosfera Mažeikiai    | 40 | 30 | 14 | 12 | 4  | 39 | 30 | +9  |
|                        | 5.   | Banga Kaunas           | 38 | 30 | 14 | 10 | 6  | 50 | 33 | +17 |
|                        | 6.   | Kelininkas Kaunas      | 36 | 30 | 13 | 10 | 7  | 32 | 27 | +5  |
|                        | 7.   | Nevėžis                | 35 | 30 | 14 | 7  | 9  | 34 | 40 | -6  |
|                        | 8.   | Ekranas                | 29 | 30 | 10 | 9  | 11 | 38 | 32 | +6  |
|                        | 9.   | Statyba Jonava         | 29 | 30 | 10 | 9  | 11 | 39 | 30 | +9  |
|                        | 10.  | Atletas Kaunas         | 27 | 30 | 10 | 7  | 13 | 29 | 34 | -5  |
|                        | 11.  | Politechnika Kaunas    | 27 | 30 | 8  | 11 | 11 | 25 | 34 | -9  |
|                        | 12.  | Vienybė Ukmergė        | 26 | 30 | 7  | 12 | 11 | 30 | 35 | -5  |
|                        | 13.  | Statybininkas Šiauliai | 25 | 30 | 10 | 5  | 15 | 28 | 37 | -9  |
|                        | 14.  | Inkaras Kaunas         | 23 | 30 | 9  | 5  | 16 | 32 | 41 | -9  |
|                        | 15.  | Mokslas Vilnius        | 16 | 30 | 3  | 10 | 17 | 16 | 43 | -27 |
|                        | 16.  | Aušra Vilnius          | 4  | 30 | 0  | 4  | 26 | 26 | 68 | -42 |